# Leptinotarsa lineolata
Leptinotarsa lineolata är en skalbaggsart som först beskrevs av Carl Stål 1863.  Leptinotarsa lineolata ingår i släktet Leptinotarsa och familjen bladbaggar. Inga underarter finns listade i Catalogue of Life.